# Лоуэлл, Скотт
Скотт Ло́уэлл (англ. Scott Lowell, родился 22 февраля 1965 в Денвере, Колорадо) — американский актёр, получивший широкую известность, исполнив роль Теда Шмидта в сериале «Близкие друзья».

## Биография
Лоуэлл — усыновлённый ребёнок из Денвера, штат Колорадо. Рос в городе Нью-Хэйвен, штат Коннектикут. Учился в Коннектикут-колледже в Новом Лондоне и переехал в Чикаго после окончания, чтобы заняться актёрской карьерой.
В 2015 году начал работу над собственным сериалом «Усыновленный» (Adoptable), в котором, по словам Скотта, содержится много элементов его собственной биографии. В проекте приняли участие Эмили Суоллоу, Джим О’Хейр, а также актеры, работавшие со Скоттом в сериале «Близкие друзья» — Шэрон Глесс и Гейл Харольд.

## Фильмография

### Кино
- 2011: Чикаго 8 / The Chicago 8 — Ричард Шульц
- 2011: Супер-ниндзя / Supah Ninjas — Мистер Бредфорд
- 2010: Поправка № 8 / Proposition 8 Trial Re-Enactment — Доктор Грегори М. Герик (документальный фильм)
- 2008: Жизнь и смерть в Дикси / To Live & Die In Dixie — Паркер Брайант
- 2007: Игрок в пинг-понг / Ping Pong Playa — Том
- 2006: Пойманные в ловушку / Trapped Ashes — Генри
- 2001: На краю / On the Edge — Чарли
- 2000: Если это правда / Damned If You Do — Забавный парень
- 2000: Дамская комната в Л. А. / Ladies Room L.A. — Дэн
- 1999: Должники / The Debtors — Джордж

### Телевидение
- 1997: Завтра наступит сегодня / Early Edition — Флорист Скотт (1 эпизод)
- 1999: Каролина в большом городе / Caroline in the City — Карл (1 эпизод)
- 2000: Гнев пришельцев / Alien Fury: Countdown to Invasion — Лэрд Джонс (телевизионный фильм)
- 2000: Фрейзер / Frasier — Чак (1 эпизод)
- 2000—2005: Близкие друзья / Queer As Folk — Теодор Шмидт (83 эпизода)
- 2006—2009: Американский папаша! / American Dad! — Барни / Бретт / Феликс (4 эпизода)
- 2008: Грабь награбленное / Leverage — Эндрю Грант (1 эпизод)
- 2008: Мыслить как преступник / Criminal Minds — Майк Хикс (эпизод «The Crossing»)
- 2009: Герои / Heroes — Профессор (2 эпизода)
- 2010: Месть Донны / Donna’s Revenge — Стив (2 эпизода)
- 2010: Фишки. Деньги. Адвокаты / The Defenders — Конлон (1 эпизод)
- 2011: Кости / Bones — Доктор Дуглас Филмор (эпизод «The Feet on the Beach»)
- 2011: Морская полиция: Спецотдел / NCIS: Naval Criminal Investigative Service — Терри Томас (1 эпизод)

### Короткометражные фильмы
- 2011: Ужин с Фредом / Dinner with Fred — Хэйвуд Флэнниган (короткометражный фильм)
- 2009: Жена Уолтера / Walter’s Wife — Уолтер (короткометражный фильм)
- 2008: Ныряльщик / Scubaman — Ныряльщик (короткометражный фильм)
- 1999: Любовь кусается / I Love Bites — Йен (короткометражный фильм)
- 1996: Опус 27 / Opus 27 — Бетховен (короткометражный фильм)